# Simulium walterwittmeri
Simulium walterwittmeri är en tvåvingeart som beskrevs av Peter Wolfgang Wygodzinsky 1958. Simulium walterwittmeri ingår i släktet Simulium och familjen knott. Inga underarter finns listade i Catalogue of Life.